# Golf de Chamonix
Le Golf de Chamonix est un golf de dix-huit trous ayant une longueur de 6 076 mètres (par 72). Il se situe aux Praz de Chamonix-Mont-Blanc dans le département de la Haute-Savoie en France. Le golf est ouvert de mai à mi-novembre suivant la fonte et l'arrivée de la neige.

## Histoire
Depuis 1930 la vallée de Chamonix dispose d'un golf à l'initiative des hôteliers souhaitant divertir leur clientèle majoritairement anglo-saxonne. Cependant l'actuel golf fut, quant à lui, établie aux Praz de Chamonix. Ce lieu fut retenu par le maire Monsieur Lavaivre. Ce golf fut créé en 1934 et son tracé fut confié à l’architecte américain Robert Trent Jones Senior. À son origine il ne comptait, en tout et pour tout, que quatre trous. Le 20 juillet 1935, neuf trous supplémentaires sont inaugurés. En 1972, la municipalité décide une extension à 18 trous, ce qui concrètement représenta un réel effort de la part de l'équipe municipale en place. En effet, cette extension impliqua un important développement du golf au niveau foncier. Ce problème foncier et d'étude de faisabilité, fut surmonté par l'achat successif de parcelles par la mairie. La réalisation débuta cinq ans plus tard en 1977. L'inauguration du golf et de ses 18 trous eut lieu le 26 septembre 1982.

## Description
Le golf dispose de dix-huit trous. Il a une longueur de 6 076 mètres par 72 mètres. Le Golf de Chamonix possède également une structure d'entrainement. Celle-ci comprend, entre autres, un practice de 32 postes avec 14 couverts, un Putting green et un Pitching green...

## Le Golf Club de Chamonix

### Présentation
- Président : Claudio Peaquin
- Directeur : Sébastien Guimbelet
- Moniteur : Olivier Raynal, Jean-Claude Bonnaz, Olivier Perillat, Clothilde Weyrich

## Carte des scores
Carte de scores 2024